# Miguel Vargas Maldonado
Miguel Vargas Maldonado (ur. 26 września 1950 w Santo Domingo), dominikański polityk i przedsiębiorca, kandydat w wyborach prezydenckich w 2008, przewodniczący Dominikańskiej Partii Rewolucyjnej (Partido Revolucionario Dominicano, PRD) od 2009.

## Edukacja i działalność zawodowa
Miguel Vargas Maldonado urodził się w 1950 w San Domingo. Na szczeblu podstawowym i średnim kształcił się kolegium katolickim "San Juan Bosco". W 1969 uzyskał tytuł licencjata z fizyki i matematyki. W tym samym roku rozpoczął studia Uniwersytecie w Portoryko, które ukończył pięć lat później na kierunku inżynieria lądowa i wodna. 
Po studiach, w 1974 rozpoczął pracę w największej krajowej firmie telekomunikacyjnej "Compañía Dominicana de Teléfonos" (CODETEL). W 1997 objął w niej stanowisko głównego menedżera ds. budownictwa i inżynierii ogólnej. W 1979 odszedł z CODETEL, zakładając własną firmę budowniczą "PLANINCO". W latach 1982–1984 zajmował stanowisko dyrektora generalnego Korporacji Wodociągów i Kanalizacji w Santo Domingo (CAASD). Na początku lat 90. XX w. utworzył grupę kapitałową "VARMA", w skład której weszło kilka jego prywatnych spółek. 
Miguel Vargas Maldonado jest żonaty, ma trzech synów.  

## Działalność polityczna
Vargas Maldonado już w młodości związał się i został członkiem Dominikańskiej Partii Rewolucyjnej (PRD). Z czasem zajmował w jej szeregach coraz ważniejsze stanowiska, począwszy od członka Komitetu Politycznego i Krajowego Komitetu Wykonawczego, Sekretarza Krajowego ds. Finansów poprzez wiceprzewodniczącego partii i członka jej prezydium. 
Od 16 sierpnia 2000 do 16 sierpnia 2004 zajmował stanowisko sekretarza stanu ds. prac publicznych i komunikacji w gabinecie prezydenta Hipólito Mejíi.  
W styczniu 2007 w partyjnych prawyborach pokonał byłą wiceprezydent Milagros Ortiz Bosch i został kandydatem PRD na stanowisko szefa państwa w wyborach prezydenckich w maju 2008. W wyborach zajął drugie miejsce, zdobywając 40,5% głosów poparcia i przegrywając z urzędującym prezydentem Leonelem Fernándezem (53,8%).  
W lipcu 2009 Vargas Maldonado został wybrany przewodniczącym PRD. W maju 2010 partia pod jego przewodnictwem przegrała wybory parlamentarne z rządzącą Partią Wyzwolenia Dominikany (PLD) prezydenta Fernándeza.